# Shanshang (Tainan)
Shanshang (chinesisch 山上區, Pinyin Shānshàng Qū, Pe̍h-ōe-jī San-siōng-khu) ist ein Bezirk der regierungsunmittelbaren Stadt Tainan im Südwesten der Republik China auf Taiwan.

## Lage und Beschreibung
Der Bezirk liegt etwas südlich des Zentrums des Stadtgebiets von Tainan und hat eine angenähert sichelförmige Gestalt mit einer Ost-West-Ausdehnung von etwa 8,8 und einer Nord-Süd-Ausdehnung von 7,1 Kilometern. Die benachbarten Bezirke sind Danei im Norden, Shanhua und Xinshi im Westen, Xinhua und Zuozhen im Süden sowie Yujing im Osten. Mit knapp 27,8 km² Fläche ist Shanshang der sechskleinste unter den 37 Bezirken Tainans.
Über einen größeren (westlichen) Abschnitt bildet der Fluss Zengwen (曾文溪,  Zēngwén Xī) die nördliche Grenze des Bezirks. Etwa zwei Drittel des Bezirks werden von Ebenen eingenommen, das übrige Drittel von Bergland. Die Höhe über dem Meeresspiegel nimmt Richtung Osten zu. Geologisch bildet das Gebiet von Shanshang im Wesentlichen eine Schwemmebene.

## Geschichte
Historisch war das Gebiet von austronesischen indigenen Ethnien (Pingpuzu) vom Stamm der Siraya besiedelt. Die ersten Ansiedlungen han-chinesischer Immigranten lagen auf einer Anhöhe, von der aus das Flachland überblickt werden konnte. Daraus ging der Name Shanziding (山仔頂,  Shān zǐ dǐng – „Siedlung auf dem Berggipfel“) hervor. Während der japanischen Kolonialherrschaft (1895–1945) wurde die Region am 1. Oktober 1920 administrativ reorganisiert und zum Dorf Shanshang (山上庄; japan. Yamakami-shō, chin. Shanshang Zhuāng) im Bezirk Xinhua (新化郡; japan. Shinka-gun, chin. Xīnhuà Jùn) in der Präfektur Tainan (Tainan Shū, 臺南州) zusammengefasst. Nach Übernahme der Insel Taiwan durch die Republik China im Jahr 1945 wurden die japanischen Verwaltungseinheiten zum großen Teil beibehalten und nur umbenannt. Aus dem Dorf Shanshang wurde die Landgemeinde (鄉,  Xiāng) Shanshang im neu gegründeten Landkreis Tainan. Am 1. Juli 1946 erfolgte eine Grenzadjustierung, als die zwei Dörfer Neitanding und Dashe an die Nachbargemeinde Xinshi abgetreten wurden. Dafür wurde das Dorf Pinghe von der Nachbargemeinde Zuozhen an Shanshang angegliedert und in ‚Pingyang‘ umbenannt.
Zum 25. Dezember 2010 wurde der Landkreis Tainan aufgelöst und vollständig in die Stadt Tainan eingegliedert. Shanshang erhielt damit den Status eines Stadtbezirks (區,  Qū).

## Bevölkerung
Mit einer Einwohnerzahl von etwa 7300 stand Shanshang 2019 an drittletzter Stelle unter den 37 Bezirken Tainans. Die Einwohnerzahl ist seit Jahren rückläufig. Angehörige indigener Völker machen nur einen Anteil von etwa 0,3 % an der Bevölkerung aus.
| Gliederung Shanshangs |
|                       |

## Verwaltungsgliederung

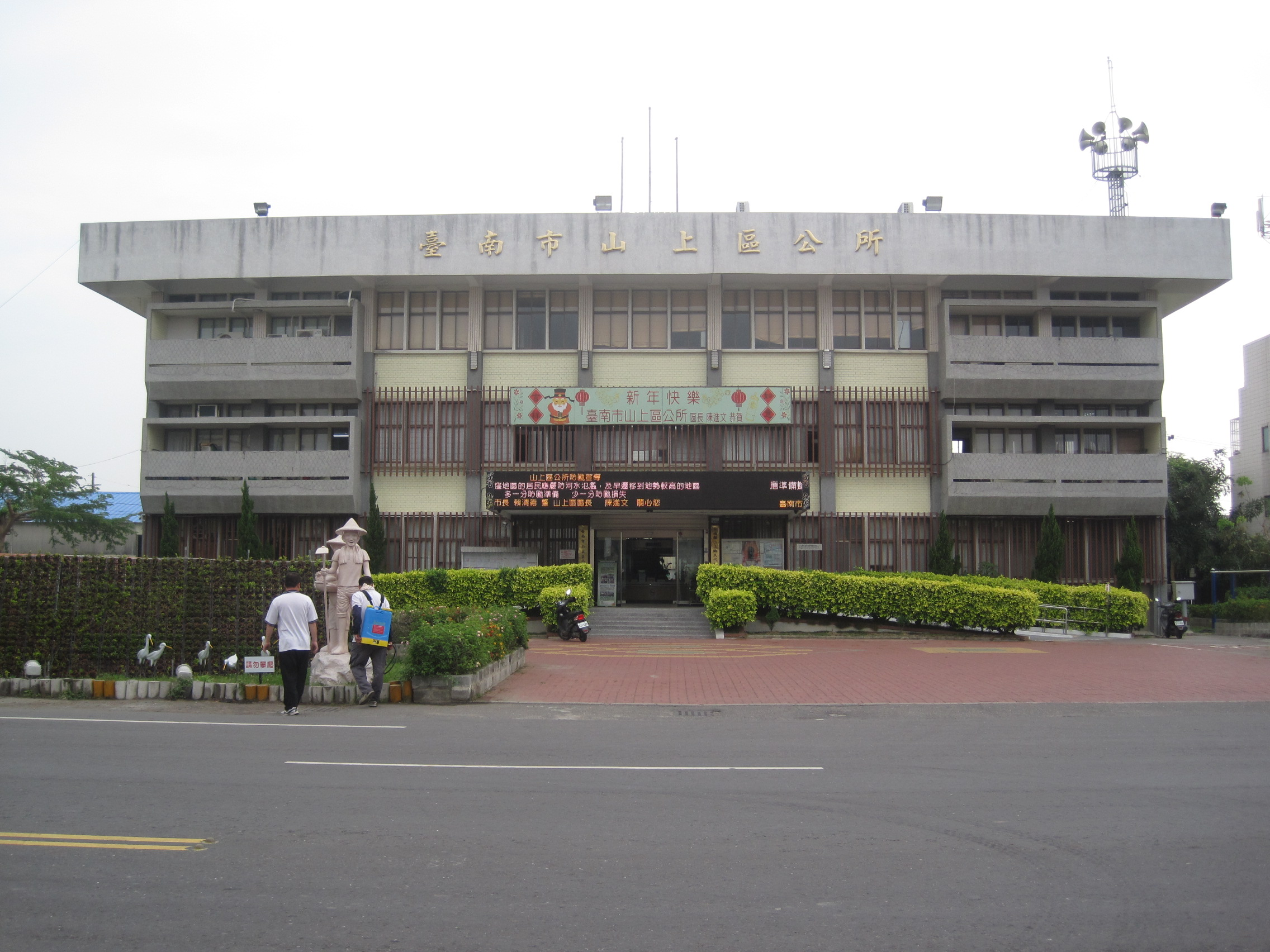
Bezirksbüro von Shanshang

Shanshang ist in 7 Ortsteile (里,  Lǐ) gegliedert.
1 Minghe (明和里)

2 Nanzhou (南洲里)

3 Shanshang (山上里)

4 Xinzhuang (新莊里)

5 Fengde (豐德里)

6 Pingyang (平陽里)

7 Yufeng (玉峯里)

## Verkehr
Direkt am westlichen Rand des Bezirks (in den Nachbarbezirken Shanhua und Xinshi) verläuft die Nationalstraße 3 in Nord-Süd-Richtung. Shanshang wird von der von Nordwesten nach Südosten laufenden Kreisstraße 178 durchquert. Letztere mündet ganz im Süden in die durch einen kleinen Abschnitt von Shanshang verlaufende Provinzstraße 20.

## Landwirtschaft
Wichtigster Erwerbszweig ist die Landwirtschaft. Im Jahr 2013 wurden 1462 Hektar landwirtschaftlich bewirtschaftet. Die traditionellen Anbauprodukte waren in früherer Zeit Nassreis, Süßkartoffeln und Zuckerrohr. In neuerer Zeit sind diese abgelöst worden durch kommerziell rentablere Produkte, insbesondere Papaya (79 ha), Ananas (293 ha) oder den Zierpflanzenbau (z. B. Friedenslilien, Philodendren, Efeututen, Goldfruchtpalmen, Polyscias guilfoylei, Kroton und Dieffenbachien).

## Besonderheiten und touristische Ziele
Der Tourismus spielt in Shanshang bisher keine größere Rolle. Als Attraktionen gelten der Orchideengarten (蘭科植物園,  Lán kē Zhíwùyuán, ) in Yufeng, der als der größte seiner Art in Taiwan gilt. Der taoistische Tian-Hou-Tempel (天后宮) im Dorf Shanshang gilt aufgrund seiner reichhaltigen Ausgestaltung als sehenswert. Im Dorf Shanshang sind außerdem Anlagen zur Wasseraufbereitung aus der japanischen Zeit zu besichtigen, die als „nationalhistorisches Denkmal“ (國定古蹟,  Guódìng gǔjī) klassifiziert sind. Die Anlagen wurden 1912–1922 für die Wasserversorgung Tainans errichtet.

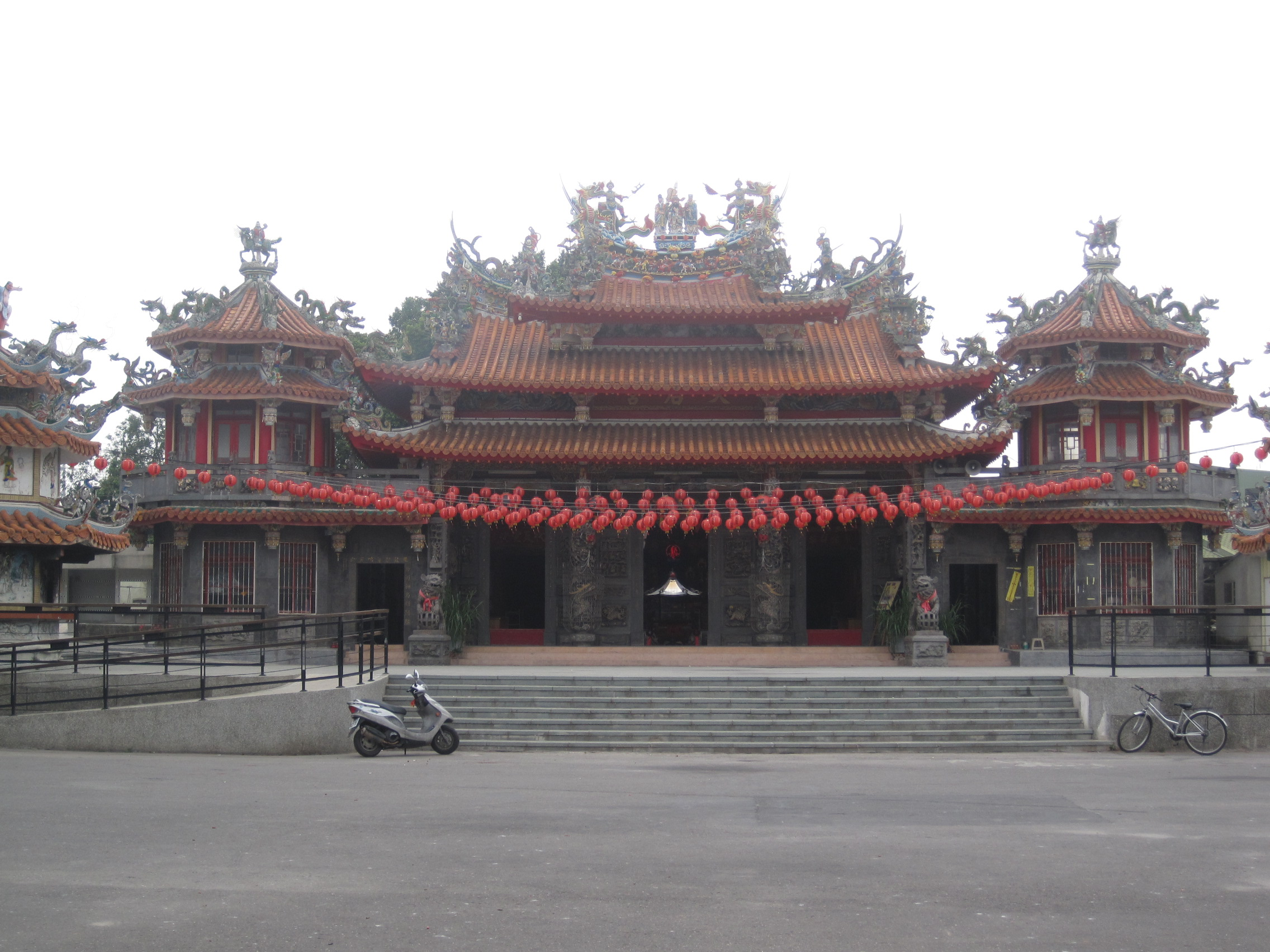
Tian-Hou-Tempel
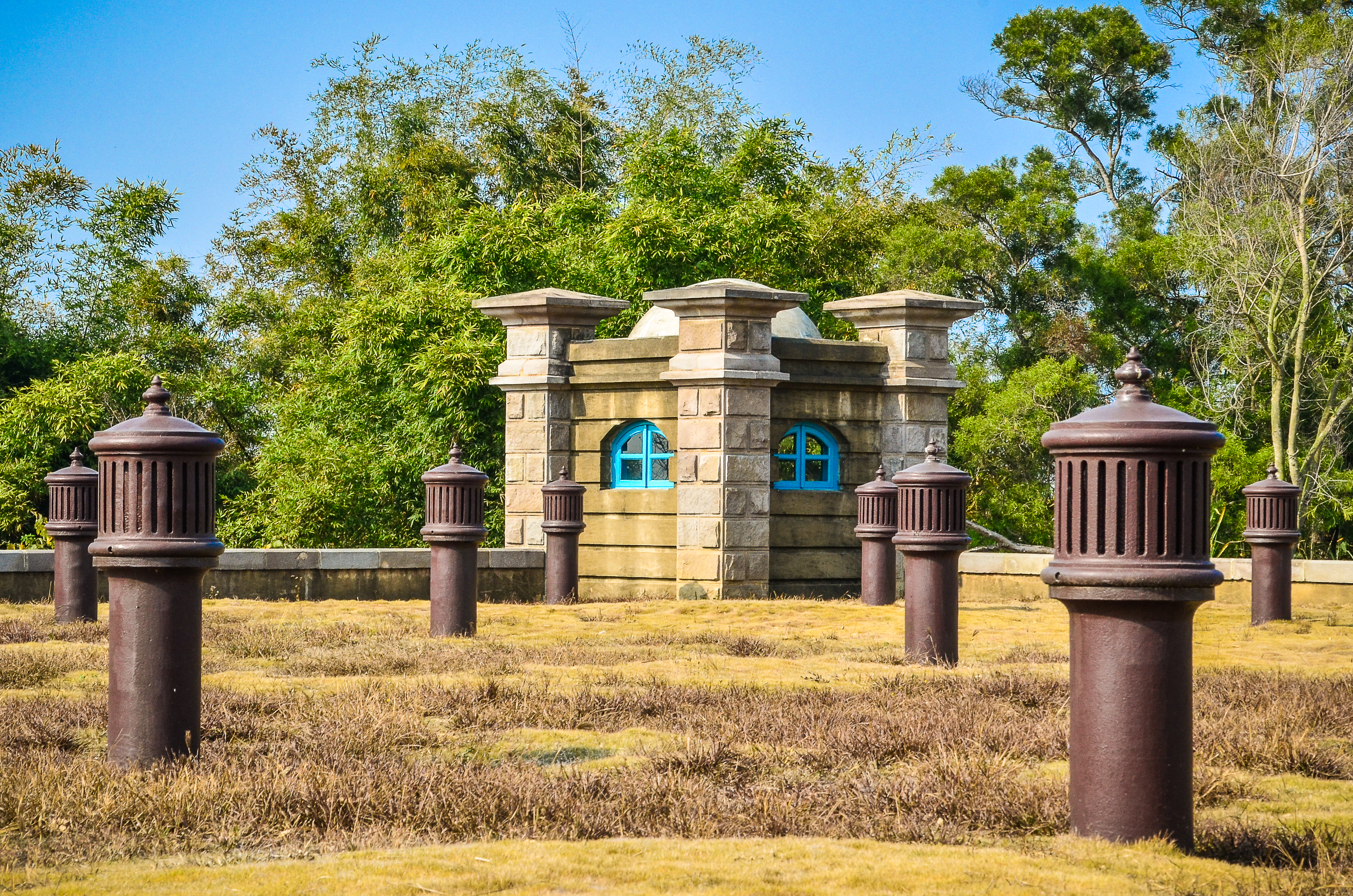
Gusseiserne Entlüftungsrohre auf dem Dach des alten Wasserspeichers